# إنيو كوساي
إنيو كوساي
تعد إنيو كوساي (باليابانية: 援助交際 كلمة من مقطعين، إنيو ومعناها الحرفي الدعم والمساندة، وكوساي ومعناها الحرفي الجماع) نوعًا من العلاقات التبادلية. هو مصطلح في اللغة اليابانية يطلق على العلاقة بين رجل ثري كبير السن وامرأة شابة جذابة، يبذل الرجل المال والهدايا الفخمة مقابل الحصول على خدمات جنسية من الشابة. الفتيات الشابات اللواتي يدخلن في هذه العلاقات هن عادة فتيات المدارس الثانوية أو ربات البيوت.
لم تُسَجَّل الحالة المعاكسة (نساء يدفعن مقابل خدمات جنسية) كظاهرة اجتماعية منتشرة (باليابانية: ياكو إنيو كوساي 逆援助交際: أي المواعدة المعوضة عكسيًا). لكن وُجد كثيرًا في إيميلات الخداع الإلكتروني رسائل مزيفة من نساء وهميات يعرضن دفع المال مقابل الجنس.

## تعريف
أكثر الدلالات شيوعًا لمصطلح إنيو كوساي في اليابان هو أنه شكل لدعارة الأطفال تبيع فيه الفتيات أجسادهن مقابل الحصول على منتجات المصممين العالميين أو المال. ترى بعض المنظمات والكتاب أن ظاهرة إنيو كوساي تختلف عن الدعارة، فقد تكون مجرد قضاء بعض الوقت مع شخص ما والحصول على مقابل. تعتبر بعض الشركات النسائية في اليابان «الحصول على صحبة فتاة أو بعضًا من وقتها» جزءًا من الخدمات المقدمة، وتصر على أن الإنيو كوساي هو الأنشطة الأخرى التي قد تُمارس في ذلك الوقت. تقول عالمة الأنثروبولوجيا لورا ميلر في بحثها أن غالبية وقائع الإنيو كوساي عبارة عن مجموعات من الفتيات يذهبن مع مجموعة من الرجال الأكبر سنا إلى حانة كاريوكي لعدة ساعات وتُدفع أجورهن مقابل الوقت الذي قضينه.
علاوة على ذلك، وجد الباحثون في دراسة استقصائية أجراها الصندوق النسائي الآسيوي عام 1998أن أقل من عشرة في المئة من جميع فتيات المدارس الثانوية يعملن في مواعدات إنيو كوساي، وأن أكثر من تسعين في المئة من الفتيات اللائي أُجريت معهن مقابلات يشعرن بعدم الارتياح لتبادل أو شراء الخدمات الجنسية من أجل المال. قدّر المقرر الخاص المعني ببيع الأطفال وبغاء الأطفال واستغلال الأطفال في المواد الإباحية عام 2015 أن 13% من القُصَّر تورطوا في ممارسة المواعدة التعويضية.

## رؤية المجتمع الياباني
أظهر استطلاع أُجريَ عام 1997 في برنامج إيسيه مادو ناما تيريبي (Asa Made Nama Terebi) للتلفزيون الياباني أن 70% من المشاركين اعترضوا على ظاهرة إنيو كوساي إذا شملت أفعالًا جنسية، بينما لم يجد 30% من المشاركين حرجًا في ذلك. يُنظر إلى تلك النتائج عادة على أنها امتداد لتوجه اليابان المطرد نحو المادية الذي نتج عنه ظاهرة الإنيو كوساي من الأصل. يرى بعض النقاد أن الفتيات المشاركات في مواعدات من نوع إنيوكوساي سيكبرن ليكن زوجات وأمهات غير لائقات. ينشأ هذا التصور من وجهة النظر التي ترى أن أولئك الفتيات سيستطعن التخلي بسهولة عن ولائهن والتزاماتهن تجاه أسرهن بسهولة مقابل المزايا المادية. تنظر بعض الجماعات النسوية والنقاد إلى ظاهرة إنيو كوساي على أنها وسيلة تمكين هدفها «تقويض نموذج المرأة اللائقة الذكوري المستخدم لتقييم النساء والسيطرة عليهن». تعد وجهة النظر تلك سيطرة أولئك الفتيات على أجسادهن وقدرتهن على خلق وسائل دعم لأنفسهن؛ شكلًا جديدًا من أشكال الاستقلال لهن. من المفترض أن نموذج المرأة الجيدة في اليابان هو نموذج المرأة العاقلة المتواضعة المراعية للغير والمحترمة، ومع ذلك فإن الفتيات اللاتي ينخرطن في مواعدات الإنيو كوساي يرفضن بوضوح فضائل ضبط النفس والتواضع المفروضة على المرأة في اليابان. يشير النسويون مثل أوينو تشيزوكو إلى أن دخول الفتيات بالصدفة سوق المواعدة هذا لم يكن مسألة أخلاقية، بل مسألة احتمال. عاجلًا أم آجلًا ستستغل هؤلاء الفتيات والشابات هذا السوق لأجل رغبتهن في الاستقلال المالي وتمكين أنفسهن.

## وصلات خارجية
- مجموعة من المقالات حول الإنيو كوساي